# پیتر ایکرسلی
پیتر ایکرسلی (انگلیسی: Peter Eckersley؛ ‏ ۷ آوریل ۱۹۳۶ – ۲۷ اوت ۱۹۸۱) تهیه‌کننده تلویزیونی اهل بریتانیا بود.
از فیلم‌ها یا مجموعه‌های تلویزیونی که وی در آن‌ها نقش داشته‌است، می‌توان به سرباز خوب و خیابان کورونیشن اشاره نمود.